# شونبرگ (براندنبورگ)
شونبرگ (به آلمانی: Schöneberg) یک شهر در آلمان است که در یوکرمرک واقع شده‌است. شونبرگ ۸۷۸ نفر جمعیت دارد.